# Мимеи Огава
Мимеи Огава (на японски: 小川 未 明 Mimei Ogawa) е японски писател на произведения в жанра драма и детска литература.

## Биография и творчество
Мимеи Огава, с рожд име Огава Кеншуку, е роден на 7 април 1882 г. в Такада, Ниигата, Япония. Израства с приказките на баба си. Когато е 15-годишен семейството му се премества в Касугаи. През 1905 г. завършва английска филология в университета „Васеда“, по това време център на японския натурализъм. В университета посещава лекции на Лафкадио Хърн, Хисаши Шимамура и Шойо Цучучи. Започва да пише поезия и разкази още в университета. Публикува първия си разказ „Скитащи деца“ през 1904 г. в списание „Нова литература“, а преди за завърши и разказа „Снежна перла“. След дипломирането си работи като редактор на вестници като „Младежка библиотека“ и „Нов читател“, и списание „Северна литература“.
Първоначално пише романтични истории и разкази за тежкия живот на работниците и селяните, но те нямат успех. През 1910 г. публикува първия си сборник с приказки. Приказките му отразяват естествената романтика и чистата любов, имат поетичин дух и високо художествено съвършенство. Той е известен в Япония като основател на модерната детска литература, със значение сравнимо с това на Ханс Кристиан Андерсен, и са нов показател за детската и младежка литература в страната. За своите истории писателят адаптира случки от ежедневието и произведенията му имат силна социална насоченост. В тях изразява философска и религиозна символика показваща вечния цикъл на живота.
Една от най-известните му приказки са „Русалката и червените свещи“, „Дива роза“, Момичето крава“, „Златният пръстен“, и др.. Пише общо повече от хиляда разкази и приказки.
През 1925 г. става член на Асоциацията на японските писатели. През 1946 г. получава литературната награда „Нома“. Същата година е съосновател на Асоциацията на писателите на детска литература на Япония и през 1949 г. става нейния първи президент. От 1953 г. става член на Националния институт по изкуствата.
Мимеи Огава умира от инсулт на 11 май 1961 г. в Токио. В родния му град е учреден литературен музей, а през 1992 г. в негова памет е именувана литературна награда на префектура Ниигата за детска литература.

## Произведения
някои от произведенията му
- Aoi Tokeidai (1916)
- Akai Rousoku to Ningyo, 赤いろうそくと人魚 (1921)
- Kūchū no geitô, 空中 の 芸 当 ()
- Nobara (1922)
- Tsukiyo to Megane (1925)

На български език
- Стойката на ръце, изд.: „Народна култура“, София (1973), прев. Христо Кънев